# Мордовское Маскино
Мордовское Маскино — деревня Краснослободского района Республики Мордовия в составе Красноподгорного сельского поселения. 

## География
Находится на расстоянии примерно 8 километров на север от районного центра города Краснослободск.

## История
Упоминается с 1614 года. В 1869 году она была учтена как казенная деревня Краснослободского уезда из 47 дворов. В 1894 году 72 двора и 549 жителей.

## Население
Постоянное население составляло 58 человек (мордва 86%) в 2002 году, 45 в 2010 году .